# Alice's Adventures in Wonderland
Alice's Adventures in Wonderland è un cortometraggio muto del 1910 diretto da Edwin S. Porter. Fu la seconda versione cinematografica del romanzo di Lewis Carroll (la prima Alice in Wonderland era uscita nel Regno Unito nel 1903).

## Trama
La giovane Alice, seguendo il Bianconiglio, precipita in un buco profondo e si ritrova in un mondo fantastico: il Regno di Sottomondo.

Il popolo, composto da creature fiabesche e bizzarre è sotto l'autorità della perfida Regina Rossa e la ragazza deve sconfiggerla e ridare il trono alla vera proprietaria: la Regina Bianca.

## Produzione
Il film fu prodotto dalla Edison Manufacturing Company.

## Distribuzione
Distribuito dalla General Film Company, il film uscì in sala il 9 settembre 1910.